# Escudo de San Juan de Pasto
El escudo de armas de San Juan de Pasto es el emblema heráldico que durante más de 400 años ha identificado a la ciudad colombiana de San Juan de Pasto, capital del departamento de Nariño, siendo concedido por la princesa Juana de Austria a nombre del rey Felipe II, por medio de la Real Cédula dada en Valladolid el 17 de junio de 1559.
El escudo y la bandera son los principales símbolos de la ciudad, forman parte de la imagen institucional de la administración municipal, por tanto, siempre están presentes en los actos protocolarios, en la papelería oficial, en las obras públicas, etc.
Además, la Universidad de Nariño adoptó como emblema heráldico el escudo de la ciudad, por medio del acuerdo n.º 478 del 17 de octubre de 1979.

## Significado
- Castillo de plata: la figura que se destaca en el centro superior del escudo de esta ciudad es el castillo de plata. Los castillos son jeroglíficos de grandeza y elevación, por exceder en hermosura, fortaleza y magnitud en los demás edificios. Simbolizan además, asilo y salvaguardia.
- Leones: dos leones en cada lado del castillo aparecen en el escudo de San Juan de Pasto, el león es símbolo de vigilancia, autoridad, dominio, soberanía, magnanimidad, majestad y bravura, según los tratadistas.
- El río: el agua denota pureza de intención en el obrar, es espejo que en la naturaleza refleja la obra maravillosa de Dios y se representa heráldicamente en forma de riveras, fuentes, ríos, canales, olas y ondas.
- Árboles: el verde laurel simboliza el verde de los árboles, los del escudo son laureles y en nuestro territorio gozamos de verdes de todos los colores.
- La orla: tiene la forma de un filete. Claramente se ve que si está en campo azul todo el dicho escudo y luego dice el texto cedulario

## Real Cédula que concede el escudo de armas

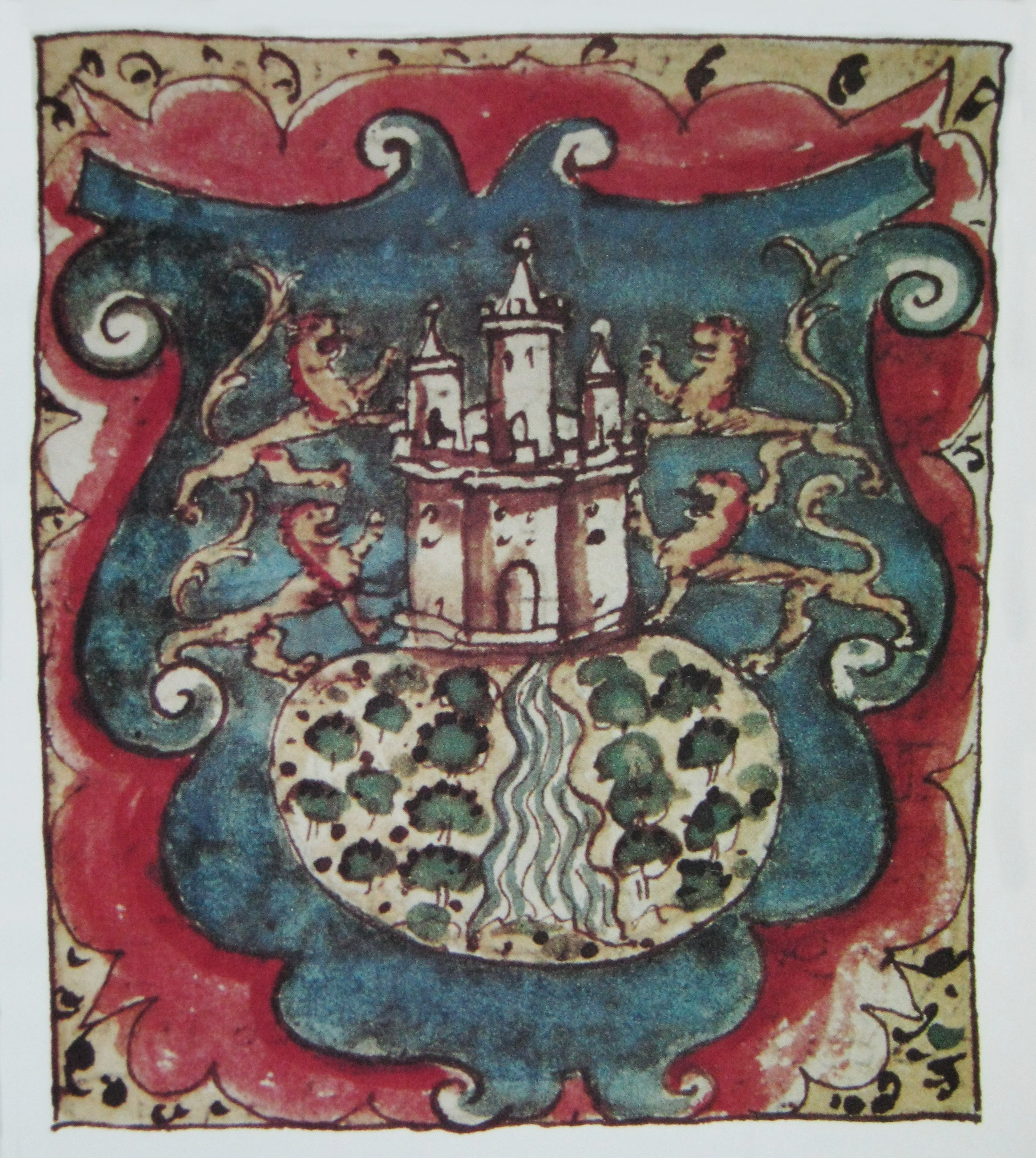
Dibujo de las Armas de San Juan de Pasto que vino integrado en la real cédula.

Armas para la Ciudad de San Juan de Pasto, Provincia de Popayán

Don Phelipe, por la gracia de Dios Rey de Castilla, de León, de Aragón, de las dos Sicilias, de Jerusalén, de Navarra, de Granada, de Toledo, de Valencia, de Galicia, de Mayorcas, de Sevilla, de Cerdeña, de Córdoba, de Córcega, de Murcia, de Jaén, de los Algarbes, de Algeciras, de Gibraltar, de las Islas de Canaria, de las Indias, Islas y Tierra Firme del mar Océano, Conde de Flandes e de Tirol, etc. 
Por cuanto Francisco Ponce, en nombre de vos, la cibdad de Pasto, de la Provincia de Popayán, que es en las nuestras Indias del Mar Océano, me ha hecho relación con los vecinos desa dicha cibdad nos han servido con mucha lealtad en lo que se ha ofrecido, como muy leales vasallos, e me suplicó que para que de vuestros servicios y de los vecinos della y de su lealtad quedase memoria, os mandasemos dar armas como las tenían las otras cibdades desa tierra, y tener por vien que de aquí adelante se llamase e intitulase la Cibdad de Sant Joan de Pasto, o como la mi merced fuese, e Yo, acatando lo susodicho, helo habido por bien. Por ende, por la presente es nuestra merced e voluntad que agora y de aquí adelante perpetuamente esa dicha cibdad se llame e intitule la Cibdad de Sant Joan de Pasto, y que haya e tenga por sus armas conocidas un escudo que en el medio del esté un castillo de plata, y a los lados del cuatro leones de oro, y que debajo de dicho castillo salga un río con unas aguas azules y blancas que atraviese entre unos árboles verdes, en campo azul todo dicho escudo, y árboles y castillo y río sobre un campo amarillo y suelo verde y oro, según que aquí va pintado e figurado en un escudo a tal como este, etc
Dada en Valladolid a diecisiete de junio de mil y quinientos y cincuenta y nueve años.
Yo La Princesa

## Bandera
La bandera de San Juan de Pasto es el emblema que representa a esta ciudad colombiana y es utilizado por la Alcaldía de Pasto y el Deportivo Pasto, así como símbolo étnico de la región cultural pastusa. Fue diseñada por el Dr. Ignacio Rodríguez Guerrero.

### Disposición y significado de los elementos
La bandera es un cuadrilátero de 1.35 metros por 1.10 metros, y debe ir izada en un mástil de 2.50 metros de longitud.
El pabellón está conformado por tres colores así:
Faja al centro azur (azul) de ultramar, dos bandas en gules (rojo) bermellón y un triángulo color oro (amarillo), en proporción de un tercio de largo de la bandera.
- Azul marino: en faja al centro, significa celo, justicia, belleza y las virtudes de la serenidad y lealtad del pueblo pastuso.

- Rojo bermellón: que va en las dos bandas paralelas significa el atrevimiento, alteza, fortaleza, guerra y coraje de los hombres y mujeres nacidos en Pasto.

- Amarillo oro: va en el campo triangular sobre el cual debe ir el escudo de armas de la ciudad, es símbolo de luz, poder, constancia sabiduría y nobleza.[5]

Para su representación, se recomienda utilizar los siguientes colores:
| Denominación | Azul marino    | Bermellón      | Oro            |
| ------------ | -------------- | -------------- | -------------- |
| RGB          | 18-10-143      | 227-66-52      | 255-215-0      |
| CMYK         | C100-M90-Y4-K1 | C0-M71-Y77-K11 | C0-M16-Y100-K0 |
| HEX          | #120A8F        | #E34234        | #FFD700        |